# Toporec
Toporec (in ungherese Toporc, in tedesco Topporz) è un comune della Slovacchia facente parte del distretto di Kežmarok, nella regione di Prešov.

## Storia
Nei registri storici è menzionata per la prima volta nel 1277. Tra il 1000 e il 1920 (anno del trattato del Trianon) è stato parte del regno di Ungheria. Nel 1945 la sua popolazione tedesca è stata espulsa. La popolazione di Toporec è oggi perlopiù ungherese, e include molti rom ungheresi.